# 徐家湾街道
徐家湾街道，是中华人民共和国陕西省西安市未央區下辖的一个乡镇级行政单位。

## 行政区划
徐家湾街道下辖以下地区：
西航社区、徐家湾社区、红光社区、薛家寨社区、河址西村、张千户村、联合村、袁雒村、北晨村和新光村。